# Gagea setifolia
Gagea setifolia är en liljeväxtart som beskrevs av John Gilbert Baker. Gagea setifolia ingår i Vårlökssläktet och i familjen liljeväxter. Inga underarter finns listade.